# Ковина
Ковина (англ. Covina) — небольшой город в округе Лос-Анджелес, штат Калифорния, расположенный в 35 километрах к востоку от Лос-Анджелеса. Лозунг Ковины — «Одна квадратная миля, и все здесь» (англ. One Mile Square and All There) — был принят еще в то время, когда включенная территория города занимала одну квадратную милю. Ковину часто путают с городом Уэст-Ковина, который больше по территории и населению и расположен чуть южнее и западнее.

## История
Город был основан в 1882 году Джозефом Свифтом Филлипсом на участке территории размером 2 000 акров, выкупленной у Джона Эдварда Холленбека. Своим названием город обязан молодому инженеру Фредерику Итону, которого Филлипс нанял для обследования местности. Под впечатлением от того, как долины соседних гор Сан-Габриэль образуют естественную бухту вокруг виноградников, Итон объединил слова «бухта» (англ. cove) и «виноград» (англ. vine) и в 1885 году местности было дано имя Ковина.
Статус города был получен 14 августа 1901 года. Известность город получил благодаря растущим здесь апельсиновым и грейпфрутовым деревьям. К 1909 году Ковина была третьим по объемам производства апельсинов городом в мире.
Лозунг города — «Одна квадратная миля, и все здесь» (англ. One Mile Square and All There) — был придуман миссис Ф. Е. Волфарт и победил в 1922 году на конкурсе лозунгов, устроенном торгово-промышленной палатой в Ковине в то время, когда зона включенной территории города была не более (по заявлениям некоторых даже менее) одной квадратной мили.

## География
Общая площадь города составляет 18,06 км², из которых 18,04 км² (99,91%) составляет суша и 0,02 км² (0,9%) — вода. Высота центра населенного пункта равняется 170 метрам над уровнем моря.
Ковина граничит с Ирвиндейлом, Болдуин-Парком и Винсентом на западе, с Азусой и Глендорой на севере, с Чартер-Оаком на северо-востоке, с Сан-Димасом на востоке, с Вал-Верде и Помоной на юго-востоке.

## Демография
По данным переписи 2000 года, население Ковины составляет 46 837 человек, 15 971 домохозяйство и 11 754 семей, проживающих в городе. Плотность населения равняется 2 594,5 чел/км². В городе 16 364 единицы жилья со средней плотностью 906,5 ед/км². Расовый состав города включает 62,10% белых, 5,03% чёрных или афроамериканцев, 0,90% коренных американцев, 9,82% азиатов, 0,21% выходцев с тихоокеанских островов, 17,18% представителей других рас и 4,78% представителей двух и более рас. 40,29% из всех рас — латиноамериканцы.
Из 15 971 домохозяйства 38,4% имеют детей в возрасте до 18 лет, 51,6% являются супружескими парами, проживающими вместе, 16,3% являются женщинами, проживающими без мужей, а 26,4% не имеют семьи. 20,8% всех домохозяйств состоят из отдельных лиц, в 7,7% домохозяйств проживают одинокие люди в возрасте 65 лет и старше. Средний размер домохозяйства составил 2,89, а средний размер семьи — 3,36.
В городе проживает 28,1% населения в возрасте до 18 лет, 9,5% от 18 до 24 лет, 31,1% от 25 до 44 лет, 20,4% от 45 до 64 лет, и 10,9% в возрасте 65 лет и старше. Средний возраст населения — 34 года. На каждые 100 женщин приходится 92,0 мужчин. На каждые 100 женщин в возрасте 18 лет и старше приходится 87,0 мужчин.
Средний доход на домашнее хозяйство составил $48 474, а средний доход на семью $55 111. Мужчины имеют средний доход в $40 687 против $32 329 у женщин. Доход на душу населения равен $20 231. Около 8,9% семей и 11,6% всего населения имеют доход ниже прожиточного уровня, в том числе 15,4% из них моложе 18 лет и 6,9% от 65 лет и старше.

## Бывшие и нынешние знаменитые жители
- Винс Нил — американский музыкант.
- Кори Фултон Лайдл — американский праворукий питчер.
- Джоан Джетт — известная американская рок-музыкантка, гитаристка, вокалистка, продюсер и автор песен, актриса.
- Элис Рэмси — автомобилистка-долгожительница, известная тем, что стала первой женщиной в мире, пересекшей США от океана до океана, управляя автомобилем, и первая женщина, чьё имя увековечено в Автомобильном зале славы. Скончалась в городе на 97-м году жизни.

## Города-побратимы
- Халапа-Энрикес